# 3515 Jindra
A 3515 Jindra (ideiglenes jelöléssel 1982 UH2) a Naprendszer kisbolygóövében található aszteroida. Zdenka Vávrová fedezte fel 1982. október 16-án.